# 忧苦之慰圣母堂 (费拉拉)
忧苦之慰圣母堂（Chiesa di Santa Maria della Consolazione）是意大利费拉拉的一座罗马天主教教堂，位于Mortara街94号。该建筑由比亚焦·罗塞蒂设计。

## 历史
该堂起源于一次圣母显灵，保佑信徒免于土匪伤害的神迹。1189年在此建造了供奉圣母玛利亚的小堂。随着信徒的增加，公爵埃尔科莱一世出资建造教堂，在1501年4月5日奠基，1516年3月16日完成。
19世纪末，该堂关闭，改为他用。1964年，该堂得到修复，并于1972年向公众开放。

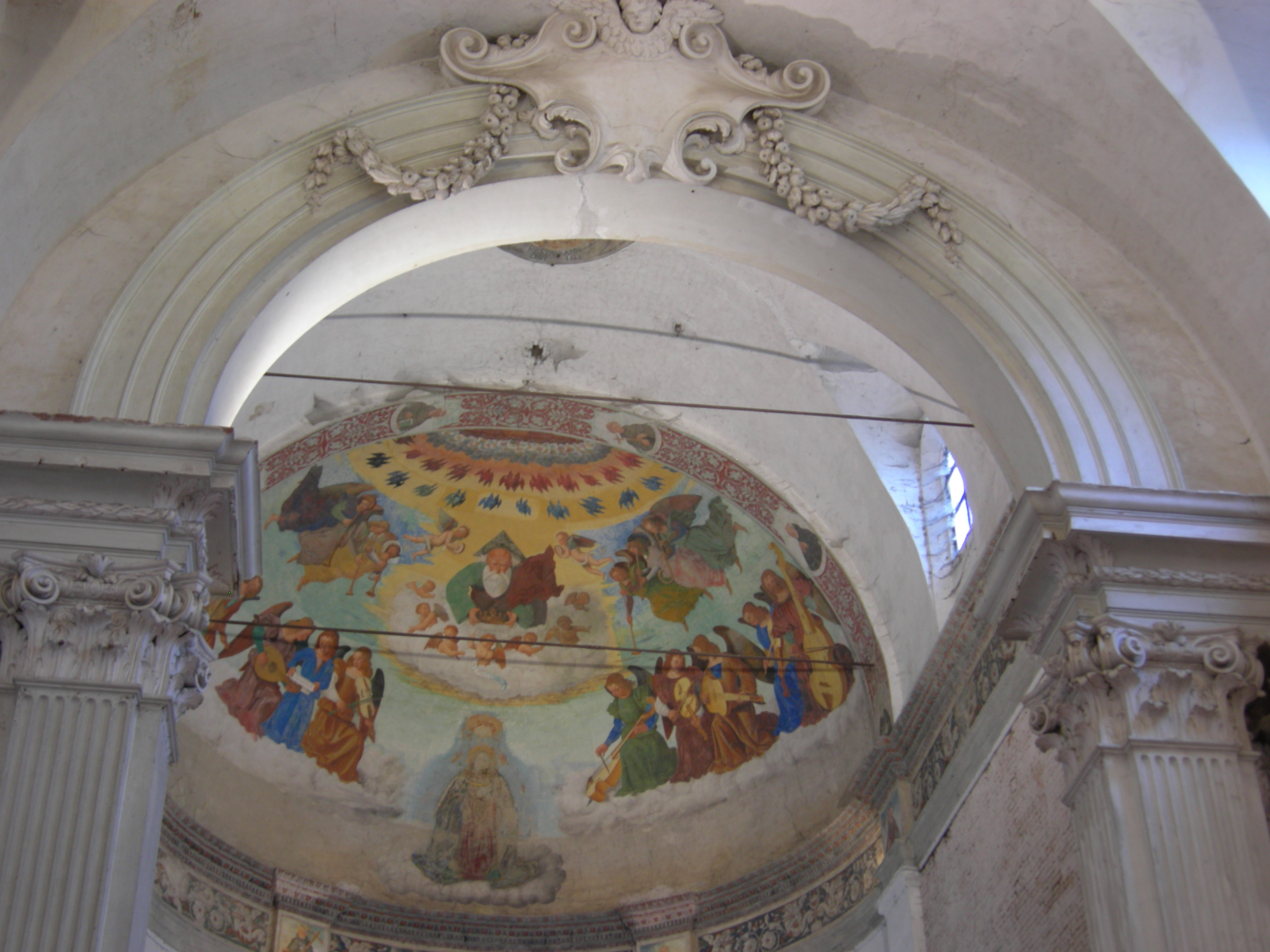